# 十和田鉄道2400系電車
十和田鉄道2400系電車（とわだてつどう2400けいでんしゃ）は、十和田鉄道（現、十和田観光電鉄）が1951年に同社線の電化・改軌に際し導入した通勤形電車である。

## 概要
軌間762mmから1,067mmへの改軌に伴う車両の一斉置き換えのために新製した車両。日立製作所笠戸工場で制御電動車モハ2400形・制御車クハ2400形各2両がED300形とともに製造された。番号はモハ・クハ共に2401・2402である。
形式番号の「2400」は当時の東北地方の私鉄で多く見られた「仙鉄式記号」に由来しており、千位の2は半鋼製車体、百位の4は4軸車（＝ボギー車）を意味するものである。

## 車体
設計当時、日立製作所が採用していた標準的な設計・工作手法による全溶接構造半鋼製車である。全長は14,800mm、全幅は地方鉄道法で許容される最大値の2,744mmである。
モハ・クハ共に両端に運転台を備える両運転台車であり、側面の窓配置はd2D7D2d（d：乗務員扉、D：客用扉、数字：側窓数）、2段上昇式側窓といった仕様で共通する。また、妻面は非貫通・丸妻3枚窓で、屋根上に独立した灯具に納められた前照灯1灯、助士席側の窓下に引掛式の尾灯1灯を設置する。
屋根は車体の側柱を長柱として側面窓上の幕板を上方に延長した、いわゆる張り上げ屋根を採用している。
室内灯は白熱灯、座席はすべてロングシートである。
なお、本系列の車体については、京王帝都電鉄2600系や備南電気鉄道モハ100形、伊予鉄道モハ300形など、同時期に日立製作所が日本の私鉄各社へ供給した電車との類似点が多く、特に備南電気鉄道向けとはほぼ同一設計となっている。

## 主要機器
主制御器は電動カム軸式の自動加速制御器である日立製作所MMC-H-10をモハに搭載する。
主電動機はED300形と共通の日立製作所HS-266Crを4基、モハの各台車に2基ずつ吊り掛け式で装架する。歯数比は3.15、定格速度は44.0km/hである。
このHS-266系電動機は東武鉄道で特急車のデハ10系などに採用されたもので、本来は高定格回転数の高速モーターであるが、十和田向けでは性能を約2割落とした設定で納入されている。
台車はボールドウィンA形台車をデッドコピーした組み立て式の釣り合い梁式台車で、軸距2,200mm、車輪径860mmと一般的な寸法である。これらはモハ用がKBD-104、クハ用がKBT-4と呼称し、いずれも日立製作所製を公称する。モハのものは備南電気鉄道のものと同一形式である。
集電装置は菱枠パンタグラフ、ブレーキは自動空気ブレーキを搭載する。

## 変遷
1951年6月20日の電化・改軌以降、十和田鉄道の旅客輸送の主力となったが、モハが2両しかないことからモハの検査時はED300形がクハを牽引した混合列車が運転された。なお、同年末に十和田鉄道は十和田観光電鉄への社名変更を実施している。
1955年にモハ3400形が増備されると、混合列車としての運用はなくなる。1958年8月7日付けで車番の末尾1桁での車両識別を図るため、モハは奇数、クハは偶数車番でいずれもモハ3400形（3401）の続番とする改番を以下のように実施した。
- モハ2401 → モハ2403
- モハ2402 → モハ2405
- クハ2401 → クハ2402（2代）
- クハ2402（初代） → クハ2404

1961年には国鉄盛岡工場（1985年廃止）にて、天井内張りをベニヤ板からアルミ板に張り替える難燃化と外板への雨樋取り付けの工事が行われた。
1968年12月29日、七百駅 - 古里駅間で発生した正面衝突事故でモハ2403とクハ2402（2代）が損傷し、2403は復旧したが、2402は1970年3月25日付で廃車となり解体された。
1971年12月に尾灯を2灯に増設するとともに埋め込み式に変更している。また1976年9月にモハ2両、1978年1月にクハ2404に保安ブレーキの設置が行われた。
電化以来30年使用されていたが、全長15m弱の小型車であることから、1981年に東京急行電鉄（東急）から譲受したモハ3809・3811、クハ3810に置き換えられ、同年12月18日付で3両とも廃車された。廃車後は3両とも解体されており現存しない。